# 武藤鉦製薬
座標: 北緯35度10分8.2秒 東経136度53分49.4秒 / 北緯35.168944度 東経136.897056度

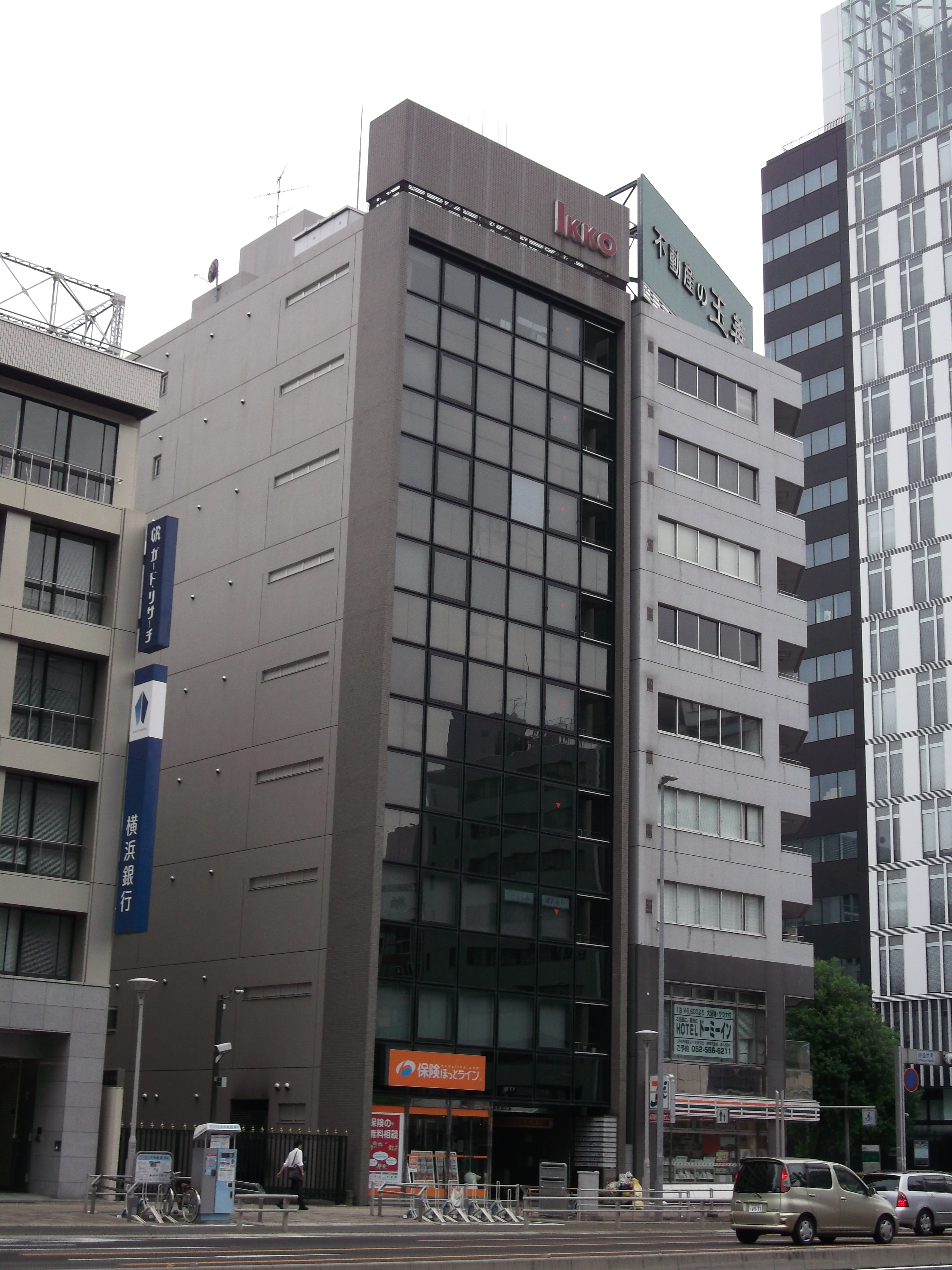
本社が入居する一光伏見ビル（2014年8月）

武藤鉦製薬株式会社（むとうしょうせいやく）は、愛知県名古屋市中区錦に本社を構え、入浴用一般医薬品を製造していた会社。初代武藤鉦八郎が1906年（明治39年）に創業した。資本金2500万円。2007年度は平均月商1500万円、年間売り上げは1億7600万円だった。現在は不動産管理を手がける。

## 製造商品
- 六一〇ハップ（ムトウハップ）
硫黄を主原料にした入浴剤。イオウ、生石灰などの成分が含まれた液体の一般用医薬品[2]。「家庭温泉」の冠がつく。業務用、個人用があった[2]。売上の7割を誇る主力商品で一時はテレビCMで放送されていた時期もあった。年間に50万本売れていた。個人向けは440グラム入り（小売価格450円前後）と1kg入り（同900円前後）の2種類が製造された。温泉の成分に似せて開発されたため皮膚疾患に効くほか、水虫などは、直接塗っても効くとされた。1927年から2008年まで81年間製造販売された。
- 六一〇レモンハップ（ムトウレモンハップ）
粉末入浴剤。医薬部外品[2]。レモンとゆずの香りの2種類が製造された。2006年製造中止[2]。

## 操業停止
2007年頃から六一〇ハップを自殺のための硫化水素ガス生成に使うという用途外乱用が急増したため、各薬局では任意で購入の際に用途確認を行うなどした。しかし、その後も乱用は後を絶たず、乱用者本人のみならず、家族や救助者が巻き添えに遭い、重傷を負ったり、重篤な場合、死亡するなど社会問題となったため、2008年5月、日本チェーンドラッグストア協会は、加盟店に販売自粛を要請した。同協会は7月末に自粛を解除したが販売不振は続き、売り上げが通常の4割以下にまで落ち込んだ。その後も販売量回復のめどが立たないため、そのまま工場を操業停止することになった。2008年10月に愛知県清須市須ケ口にあった新川工場の操業停止。16名いた従業員もほとんどが退職、会社自体は返品対応と在庫整理、顧客のサポート、不動産管理を行っている。ムトウハップは愛用者が多く、同社によると入手できずに困っている顧客からの電話が、夏以降計700件前後殺到していたという。